# Slaget vid Gallipoli
Slaget vid Gallipoli var ett fältslag under första världskriget som ägde rum mellan 25 april 1915 och 9 januari 1916 på den turkiska halvön Gallipoli, där brittiska, franska, västafrikanska, indiska, newfoundländska, nyzeeländska samt australiska styrkor genomförde en operation vars mål var att inta Istanbul.

## Översikt
Slaget pågick från april 1915 till januari 1916, då de sista ententestyrkorna evakuerades för att få slut på ställningskriget och blodbadet. Marinminister Winston Churchill, som var en av initiativtagarna till hela operationen, tvingades efter misslyckandet vid Gallipoli att avgå. Gallipolifälttåget blev också den första operation där ANZAC, de australiska och nyzeeländska styrkorna, sattes in i större skala. De stred dock under brittiskt befäl i samväldesstyrkorna. Det misslyckade och blodiga ockupationsförsöket av Gallipolihalvön fick den centrala konsekvensen att kontakt mellan den brittiska medelhavsflottan och den tsarryska svartahavsflottan inte kunde etableras.
Antalet skadade och döda är svåra att sätta en exakt siffra på. Detta fiasko för den allierade sidan med ungefär 250 000, varav katastrofala 53 000 döda, många i helt onödiga framrusningar på stränder med höga klippor där de defensiva turkarna stod redo. På den turkiska sidan var nog förlusterna ännu värre med en styrka på 253 000 man. Dödstalen är här också svåra att säga men ungefär 56 000 till 68 000. De turkiska förlusterna utgjorde uppskattningsvis två tredjedelar av det totala antalet offer.

## Bakgrund

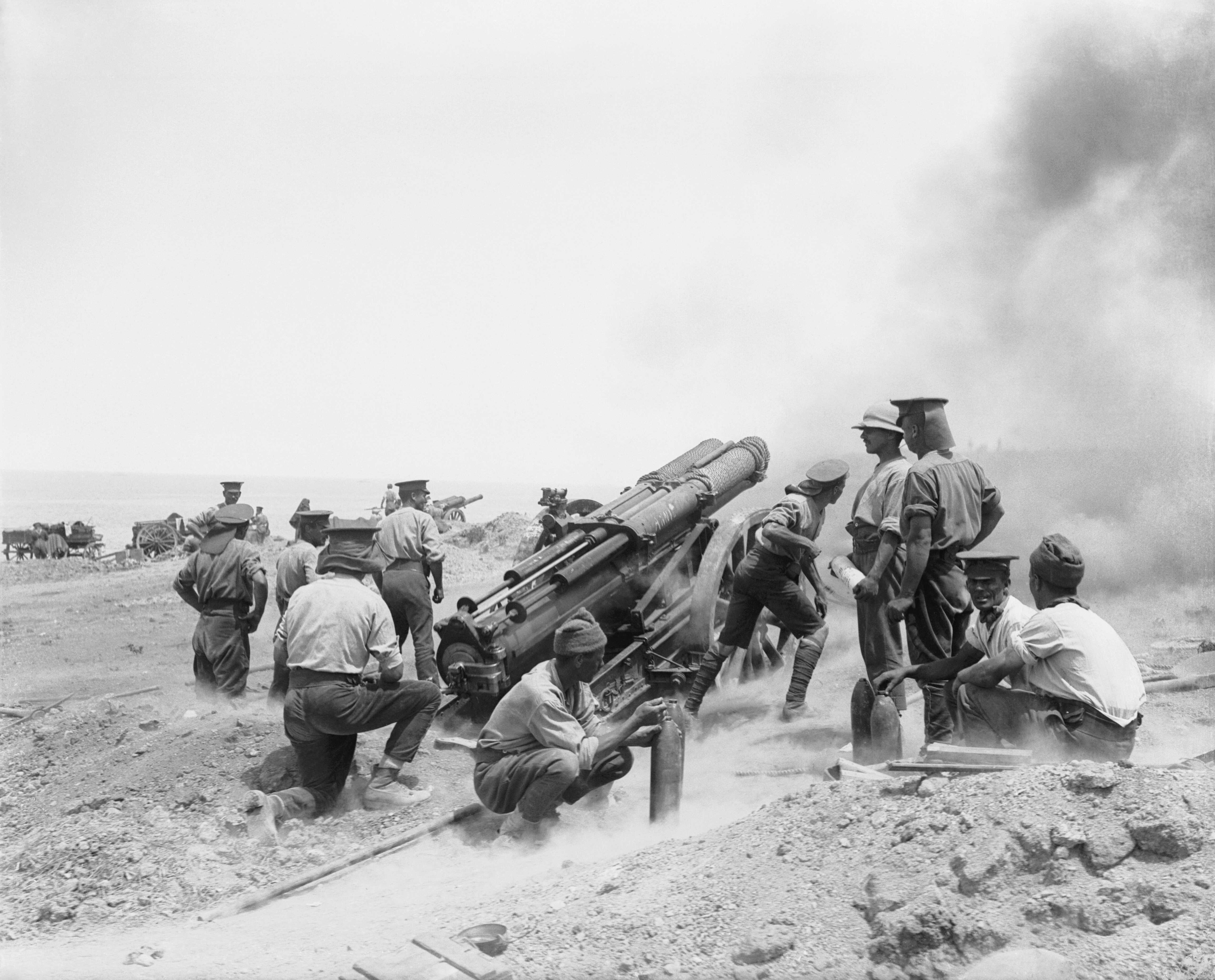
Brittisk artilleripjäs öppnar eld under slaget vid Gallipoli, juni 1915.

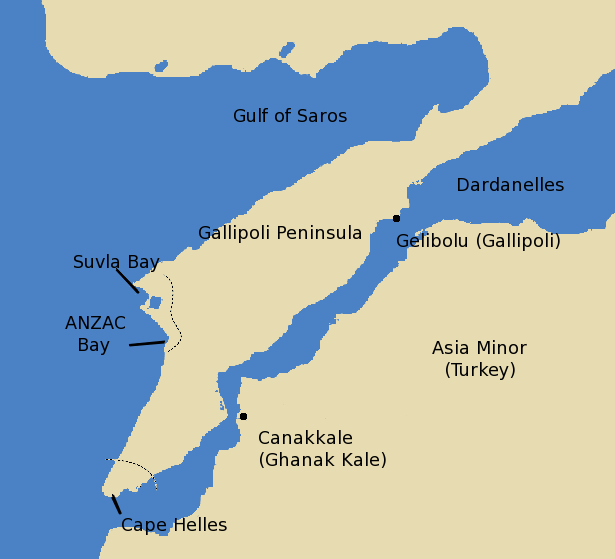
Karta över halvön.

I slutet av 1914 hade kriget på västfronten helt stannat av och arméerna hade grävt ned sig i skyttegravar. Kostsamma anfall ledde ingen vart och både Storbritannien och Frankrike hade intresse av att öppna en ny front. Redan i november 1914 hade den franske justitieministern Aristide Briand föreslagit att en brittisk-fransk expeditionskår på 400 000 man skulle skickas till Saloniki i Grekland för att på så sätt förmå Rumänien och Bulgarien att ansluta sig till ententen och gå till attack mot Österrike-Ungern. Den franske överbefälhavaren Joffre motsatte sig förslaget eftersom han inte ville avstå från trupper.
Den 2 januari 1915 skickade den ryske överbefälhavaren ett telegram till London där han bad om en diversion för att försvåra för den osmanska offensiven mot Ryssland i Kaukasus. Den brittiske krigsministern Kitchener föreslog för marinministern Churchill att en offensiv operation skulle igångsättas mot Dardanellerna. Från Gallipolihalvön hade osmanerna kontroll över inloppet till Svarta havet med hjälp av artilleri. Sundet var också minerat.
Men britterna underskattade turkarnas förmåga att hålla stånd, och Turkiet hade även en ytterst kapabel tysk general till hjälp. Otto Liman von Sanders, som var väl bekant med Turkiet sedan tidigare, hade redan då Turkiet gick med på centralmakternas sida förutsett såväl ev. ryska attacker kring Bosporen som brittiska attacker kring Dardanellerna. Turkarna var därför mycket väl förberedda på såväl örlogsanfall som landstigningar. Under hela landstigningen lyckades man från ententens sida aldrig ens uppnå fysisk kontakt mellan sina båda brohuvuden.

## Slaget
Den 18 mars försökte en brittisk-fransk fartygsstyrka, tolv brittiska slagskepp och fyra franska slagskepp, tvinga sig igenom sundet samtidigt som de besköt artilleriställningarna. Fartygsminan var dock ett alltför svårt vapen; tre fartyg sjönk, tre fartyg sattes ur stridbart skick och fyra blev svårt skadade. 
Det stod klart att ett försök att ta sig igenom sundet endast skulle lyckas om man med hjälp av landstigning skulle kunna slå ut de rörliga artilleripjäser som osmanerna besköt farleden med.
Den 25 april landsteg brittiska, australiska och nyzeeländska trupper på halvön. Motståndarna var få men väl placerade i bergen vid landstigningsplatserna och kunde tillfoga inkräktarna stora förluster. 
Den 27 april gick osmanerna till motanfall men lyckades inte köra bort sina fiender från stränderna. De fortsatta offensiverna ifrån maj till augusti kan kännetecknas av enorma förluster och ingen eller så gott som ingen erövrad terräng.
Situationen försvårades ytterligare när Bulgarien anslöt sig till centralmakterna, vilket innebar att centralmakterna kunde skicka hjälp till Osmanska riket obehindrat. Britterna öppnade också en front vid Saloniki vilket konkurrerade om tillgängliga resurser. 
Till slut beslöt Kitchener att evakuera trupperna. Evakueringen genomfördes från den 28 december till den 8 januari 1916. 
Då hade uppskattningsvis 53 000 allierade soldater omkommit medan den osmanska armén förlorat minst 56 000 vid slagets slut.

## I populärkulturen
Balladen "The band played waltzing Matilda", av Eric Bogle, tillägnades ursprungligen de australiensiska soldater som stupade vid Gallipoli. (Texten innehåller raden "And of how in that hell that they called Suvla Bay, we were butchered like lambs at the slaughter", men det var brittiska trupper och inte ANZAC-trupper som angrep vid Suvla Bay. ANZAC-trupperna angrep söder om den udde som avgränsar Suvla Bay.)
Det svenska power metalbandet  Sabatons låt "Cliffs of Gallipoli" på skivan Art of war handlar om slaget. Skivan släpptes 2008.
"Battleship Hill" av PJ Harvey från albumet Let England Shake handlar om slaget.
2014 kom filmen The Water Diviner av och med Russell Crowe. Den handlar om en australiensisk bonde som fyra år efter slaget reser till Turkiet för att leta efter sina tre söner som alla försvann under kriget.
2015 släpptes en TV-serie vid namn Gallipoli i 7 delar där man får följa 4 australiensiska soldater.
I Battlefield 1 finns en "War Story" där man spelar som en australiensk soldat under landstigningen i Gallipoli.
Filmen Gallipoli (1981), som blev en stor succé i Australien, är den tragiska berättelsen om två oskuldsfulla australiensiska ungdomar som tar värvning i armén och efter utbildning skickas till Dardanellerna. Väl på plats dröjer det inte länge innan de inser skyttegravskrigets fasansfulla realiteter.